# KYB Corporation
KYB Corporation (KYB株式会社 KYB kabushiki gaisha) (TYO: 7242
) er en japansk producent af bildele med hovedkvarter i Tokyo.
KYB's primære produkter er støddæmpere, luftaffjedring, servostyring, hydraulikpumper, motorer, cylindere og ventiler.
De har 34 fabrikker og 62 kontorer i 21 lande.